# Lathuy
Lathuy (en néerlandais Laatwijk, en wallon Låtu) est un village du Brabant wallon à quelques km à l'ouest de Jodoigne. Administrativement il fait partie de la commune de Jodoigne, dans la province du Brabant wallon, en Région wallonne de Belgique. C'était une commune à part entière avant la fusion des communes de 1977.

## Étymologie et formes anciennes du nom
Colonie (germanique *wika « établissement filial », d'où « colonie », cf. latin vicus) d'un laetus (germanique *laeta, cf. Liège), auxiliaire germanique installé comme colon par l'Empire romain. En 1075: Latuwit. En 1139: Latvic. En 1209: Latevich

## Démographie
- Sources:INS, Rem:1831 jusqu'en 1970=recensements, 1976= nombre d'habitants au 31 décembre

## Patrimoine et culture

### Patrimoine architectural
- Le Doré de Lathuy est un fromage créé dans une ferme de Lathuy. Il est aujourd'hui produit ailleurs.

- Les clavecins Lathuy du facteur Jean-Luc Wolfs, portent le nom du village ou se trouve la manufacture.